# Гвенон на Лоу
Гвенон на Лоу (Cercopithecus lowei) е вид бозайник от семейство Коткоподобни маймуни (Cercopithecidae).

## Разпространение
Видът е разпространен от Кот д'Ивоар до Гана.